# Mesophylax skalskii
Mesophylax skalskii là một loài Trichoptera trong họ Limnephilidae. Chúng phân bố ở miền Cổ bắc.